# 巴氏短鰭蓑鮋
巴氏短鰭蓑鮋，為輻鰭魚綱鮋形目鮋亞目鮋科的其中一種，為熱帶海水魚，分布於中太平洋東部夏威夷群島海域，棲息深度1-50公尺，體長可達16.5公分，棲息在臨海礁石及潟湖，生活習性不明，具有毒性，可作為觀賞魚。

## 扩展阅读
維基物種上的相關：巴氏短鰭蓑鮋